# La Independencia, Ocozocoautla de Espinosa
La Independencia är en ort i Mexiko.   Den ligger i kommunen Ocozocoautla de Espinosa och delstaten Chiapas, i den sydöstra delen av landet, 700 km öster om huvudstaden Mexico City. La Independencia ligger 855 meter över havet och antalet invånare är 1 178.
Terrängen runt La Independencia är kuperad åt sydost, men åt nordväst är den platt. Runt La Independencia är det ganska tätbefolkat, med 52 invånare per kvadratkilometer. Närmaste större samhälle är Tuxtla Gutiérrez, 17,1 km nordost om La Independencia. I omgivningarna runt La Independencia växer huvudsakligen savannskog.